# Darevskia caspica
Darevskia caspica es una especie de lagarto del género Darevskia, familia Lacertidae. Fue descrita científicamente por Ahmadzadeh, Flecks, Carretero, Mozaffari, Böhme, Harris, Freitas & Rödder en 2013.
Habita en Irán (Mazandarán). La longitud máxima del hocico es de 66,0 mm en los machos y de 67,4 mm en las hembras.